# Goatse Security
Goatse Security (GoatSec) est un groupe de sécurité informatique et une association de hackers. Le nom est une référence au Goatse.cx. Le groupe a collecté des informations confidentielles de 114 000 utilisateurs d'iPad sur le site d'AT&T.

## Membres
Voici quelques membres :
- Samuel Hocevar
- weev.